# Contea di Piute
La contea di Piute, in inglese Piute County, è una contea dello Stato dello Utah, negli Stati Uniti. Aveva una popolazione di 1 435 abitanti (2000). Il capoluogo è Junction.

## Geografia fisica
La contea di Piute si trova nella parte centromeridionale dello Stato dello Utah e ha una superficie di 1963 km².
Il territorio è costituito da tre sistemi montuosi paralleli disposti da nord a sud. Tra i monti Tushar lungo il confine occidentale e l'altopiano Sevier, che occupa la regione centrale, si estende la valle del fiume Sevier, in cui si trovano i principali centri abitati. Uno sbarramento artificiale sul fiume Sevier ha formato il lago artificiale Piute nel centro della valle. Tra l'altopiano Sevier e i monti Parker lungo il confine orientale si estende la Grass Valley. Nella parte meridionale della valle il fiume Otter Creek forma il lago artificiale omonimo.

### Contee confinanti
- Contea di Sevier - nord
- Contea di Wayne - est
- Contea di Garfield - sud
- Contea di Beaver - ovest

### Parchi e riserve naturali

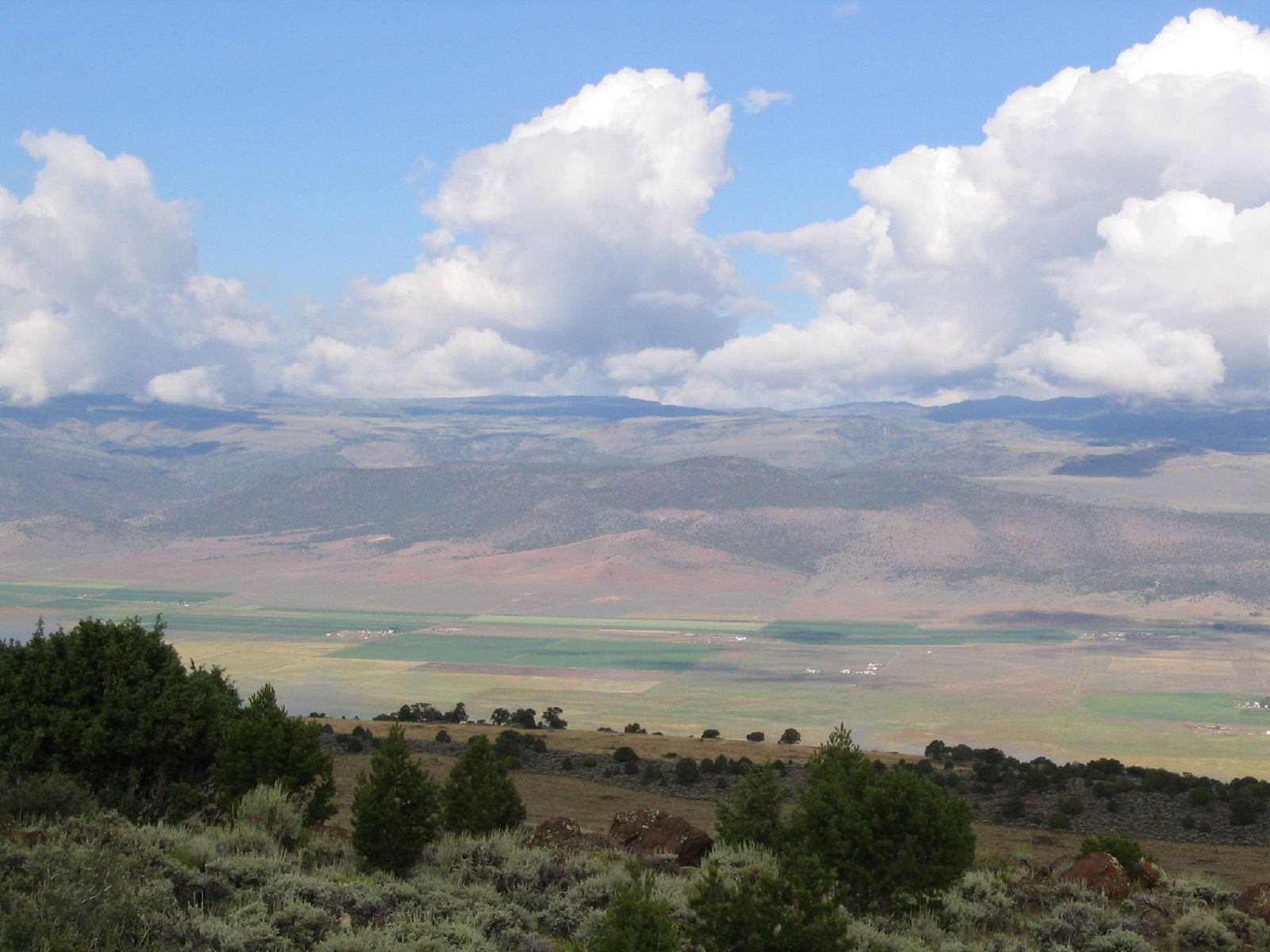
La Grass Valley e l'altopiano Sevier

I laghi artificiali di Piute e Otter Creek sono dei parchi statali. La foresta nazionale di Fishlake comprende i monti Tushar e l'altopiano Sevier. Tra le altre aree protette troviamo anche la foresta nazionale di Dixie.

## Storia
Testimonianze del popolamento della regione in epoca preistorica sono state rinvenute nel Kingston Canyon. L'area è stata abitata sia dalla cultura di Fremont che dai nativi Paiute. I primi insediamenti di coloni mormoni nella valle del Sevier risalgono al 1864. La contea fu fondata nel 1865 e deve il suo nome ai nativi Paiute.

## Towns
- Circleville
- Junction (capoluogo)
- Kingston
- Marysvale